# Джаллоу, Фату
Фату Джаллоу (англ. Fatou A. Jallow; род. 19 апреля 1996 года, Сома, Гамбия) — королева красоты Гамбии. В 2019 году она обвинила президента страны Яйя Джамме в изнасиловании.

## Биография
Фату Джаллоу принадлежит к народу фульбе. Она родилась 19 апреля 1996 года в городе Сома на юге от реки Гамбия в семье Альфа Джаллоу и Ава Сахо.
Она училась в старшей средней школе Нусрата до 12 класса. В сентябре 2014 года она поступила на курсы подготовки учителей в Гамбийском колледже в Брикаме.
В 2014 году, в возрасте 18 лет она выиграла титул Мисс 22 июля в национальном конкурсе красоты, организованном президентом Гамбии Яйя Джамме.
После победы в конкурсе красоты в последующие месяцы её несколько раз приглашали посетить резиденцию Джамме. В качестве приза за победу в конкурсе красоты она получила от Джамме сначала 50 000 даласи, а позже ещё 200 000 даласи (со слов самой Фату).
В июне 2015 года местная газета Kibaroo News опубликовала, что она пропала без вести на несколько недель после того, как её пригласили в государственную резиденцию в столице Гамбии Банжуле. После конкурса красоты Джамме обвиняли в неоднократных сексуальных домогательствах к ней, а также он ей подарил несколько подарков. Согласно отчету, её несколько раз доставляли к Джамме против воли. Он несколько раз публично заявлял, что хочет жениться на Джеллоу, но она отказалась от этого предложения.
В 2019 году в своем интервью Фату Джаллоу рассказала о событиях 2015 года. В июле 2015 года она сбежала заграницу в Дакар (Сенегал), где обратилась в правозащитные организации. 6 августа 2015 года она получила убежище в Канаде и с тех пор живёт в Торонто. В Торонто она прошла курс терапии, а затем прошла курсы социальных работников. В 2019 году она начала работать в службе поддержки в телекоммуникационной компании и помогала в приюте для женщин.
В конце июля 2019 года правозащитные организации Human Rights Watch и TRIAL обвинили бывшего президента Гамбии Яйя Джамме в изнасиловании Фату Джаллоу и призвали других девушек рассказать о фактах насилия с его стороны.

## Реакция
Яйя Джамме не стал комментировать обвинения.
Партийный деятель Альянса за патриотическую переориентацию и созидание Усман Рамбо Джатта, назвал обвинения ложью, заявив: 
|                      | «The ex-president has no time to react to lies and smear campaigns. He is a very respectable God-fearing and pious leader who has nothing but respect for our Gambian women» (англ.) |  | «У экс-президента нет времени реагировать на ложь и клеветнические кампании. Он очень уважаемый, богобоязненный и набожный лидер, который не испытывает ничего кроме уважения к нашим гамбийским женщинам» (рус.) |  |
| Усман Рамбо Джатта . | |  | |  |

Водитель также отрицал обвинения Джеллоу в изнасиловании.
Министр юстиции и генеральный прокурор Гамбии Абубакарр Тамбаду и президент Коллегии адвокатов Гамбии (GBA) Салье Таал, поблагодарили Джаллоу за мужество в своём откровении и призвали других жертв изнасилования высказаться, а также высказали надежду, что эти показания послужат основанием для предъявления новых обвинений против Джамме. Женская правозащитная организация Ассоциация женщин-юристов Гамбии (FLAG) присоединилась к их мнению и действительно в последующие дни поступили сообщения о новых обвинениях в адрес высокопоставленных политиков.
В сентябре 2019 года в исполняющий обязанности председателя Альянса за патриотическую переориентацию и созидание Фабакари Джатта назвал эти обвинения ложью заявив, что Джеллоу должна быть даже благодарна экс-президенту Джамме за материальную поддержку и осудил обвинения с целью очернить образ Джамме.
Джеллоу назвала это заявление необоснованным привлечением внимания и отметила, что она обвиняла не Альянс за патриотическую переориентацию и созидание, а лично Джамме и партия не должна говорить за него.
31 октября 2019 года Джаллоу дала показания перед Комиссией по установлению истины, примирению и возмещению ущерба и повторила свои обвинения.